# Bernard Baruch
Bernard Mannes Baruch (1870. augusztus 19. – 1965. június 20.) amerikai pénzember, tőzsdespekuláns, államférfi és elnöki tanácsadó. Miután sikereket ért el az üzleti életben, idejét és tapasztalatát a tanácsadásnak szentelte. Woodrow Wilson és Franklin D. Roosevelt is kikérte a véleményét gazdasági kérdésekben.
Az 1929-33-as gazdasági világválság egyik előidézőjének is tekintik. Baruch, J. D. Rockefeller és J. P. Morgan bankspekulációi, illetve tőzsdei ügyletei (az ún. margin loan spekulációs hitel visszahívása) idézhették elő az 1929 októberében kitört New York-i tőzsdekrachot.
A második világháborút követően Baruch az atomenergia-üzletbe fektette a válság és a háború alatt felhalmozott vagyonát. A következőt címezte az ENSZ Atomenergia Bizottságához (1946. június 14.):
„Az új atomkor fekete előjele mögött fekszik a remény, amelyet megragad a hit, ami ismeri a megváltást... Ne áltassuk magunkat: választani kell a világbéke vagy a világ megsemmisítése között... A béke sohasem tartható fenn sokáig a fém (fegyver) tömegével vagy egy fegyverkezési versennyel. A béke csak akkor lehet nyugodt és biztonságos, ha annak megértését és elfogadását szankciókkal megerősítettük. Meg kell ragadnunk a nemzetközi együttműködést és a nemzetközi szétesést. A tudomány megtanította nekünk, hogy az atom hogyan dolgozik. De az, hogy ez a munka jó, és nem rossz, az abban rejlik, hogy kiterjedten foglalkozunk az emberi méltóság alapelveivel. A probléma tehát inkább etikai, mint fizikai."
Ő használta először a közéletben Orwell híres kifejezését, a hidegháborút.
Bár közismerten oroszellenes volt, mégis a békében látta az egyetlen lehetőséget:
"Ne tévesszen meg - ma a hidegháború közepén vagyunk. Ellenségeink megtalálhatók külföldön és itthon. Soha ne feledjük a következőt: a nyugtalanságunk a sikerük szíve. A világbéke a reményünk és a politikai rendszerünk célja; ez kétségbeesés és vereség azoknak, akik ellenünk állnak.
Néhány híres mondása:
- „Nem vagyok okos. Megpróbálok megfigyelni. Milliók látták az almát leesni, de Newton volt az, aki megkérdezte, hogy miért.” (New York Post, 1965. június 24.)
- „Számomra az öregkor mindig tizenöt évvel idősebb, mint én.” (A 85. születésnapján idézte őt a The Observer [London], 1955. augusztus 21.)